# Centaurea cyanus
A Centaurea cyanus, também conhecida popularmente no Brasil como escovinha, marianinha (especialmente na Região Sul), botão de solteiro, e  fidalguinhos ou simplesmente centáurea em Portugal, é uma pequena planta anual de flor azul a violeta, nativa da Europa e pertencente à família Asteraceae. Esta planta é também comummente, embora de forma incorrecta, chamada de chicória.

## Galeria

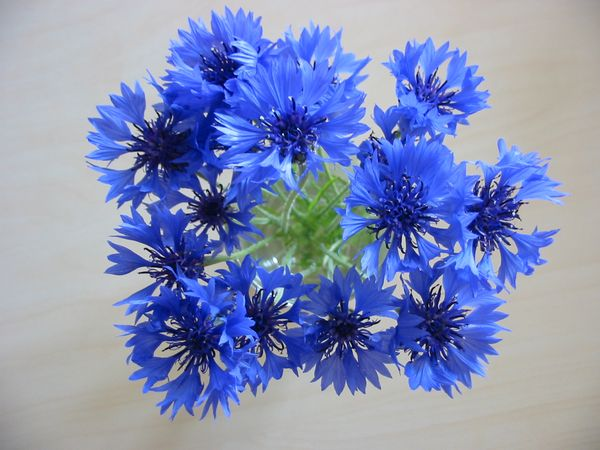
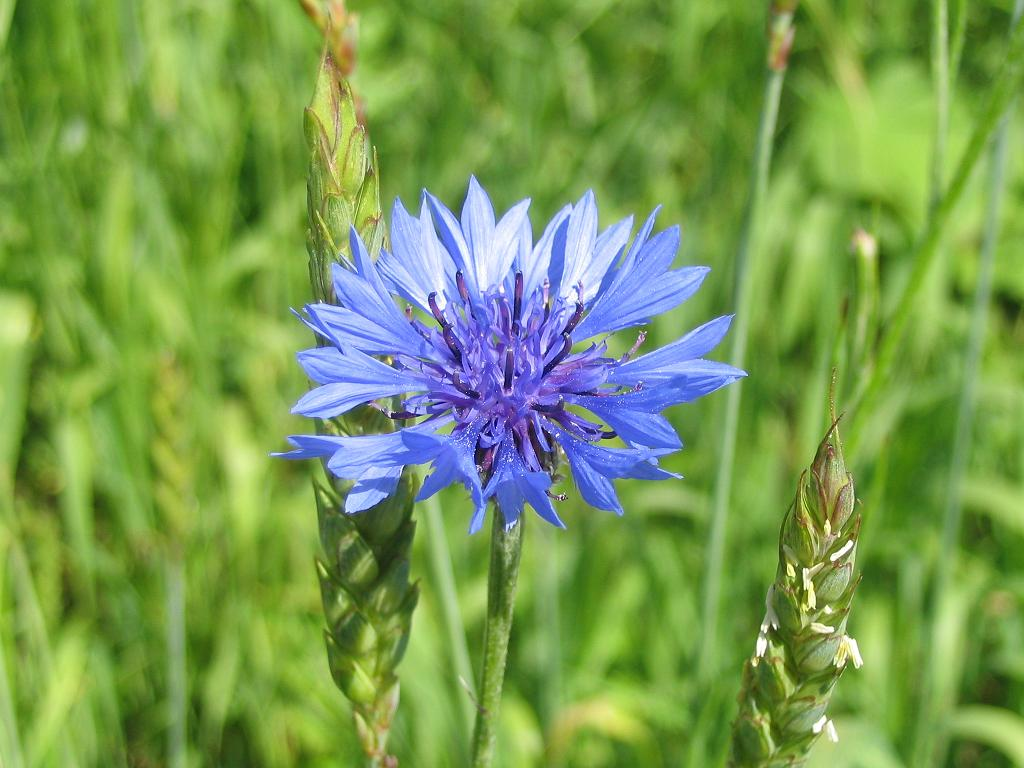
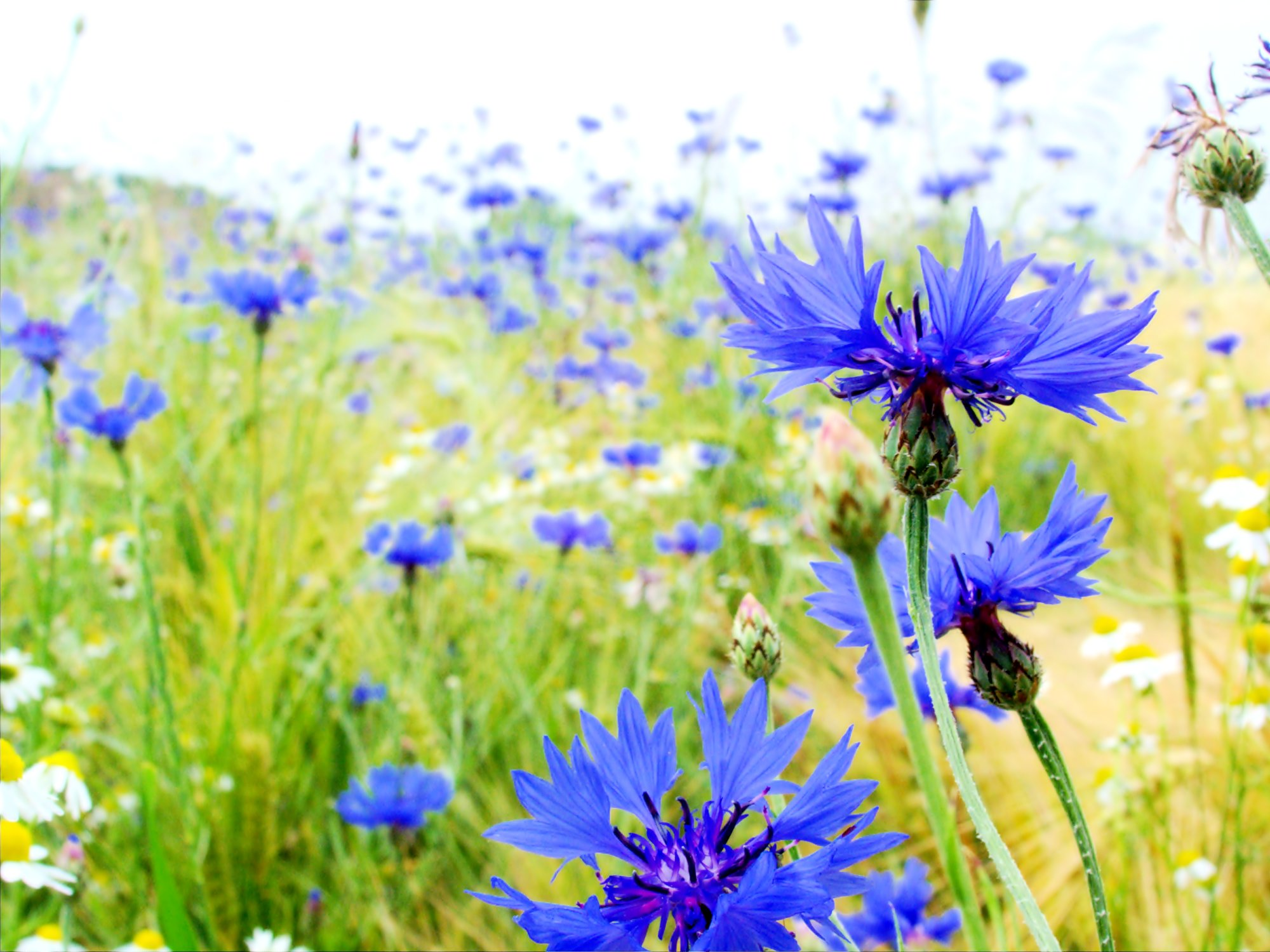
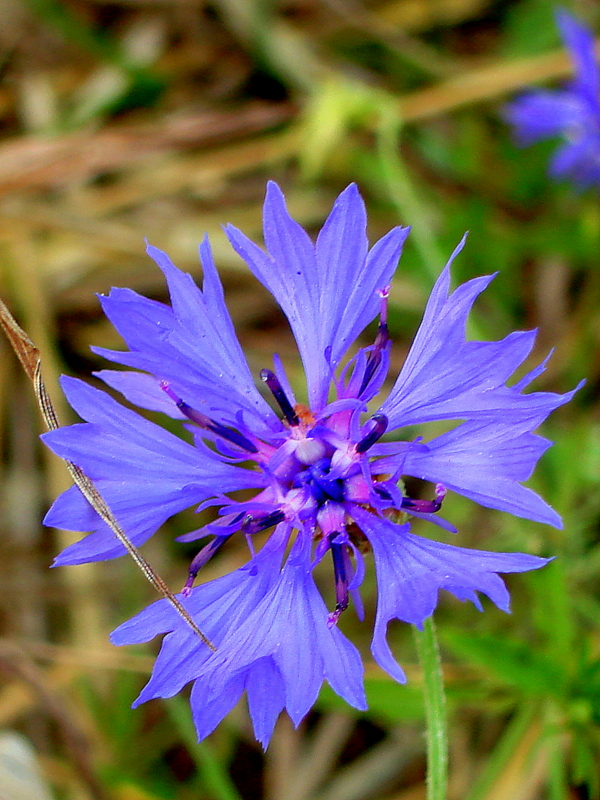